# Drosophila trispina
Drosophila trispina är en tvåvingeart som beskrevs av William Morton Wheeler 1949.
Drosophila trispina ingår i släktet Drosophila och familjen daggflugor. Artens utbredningsområde är delstaterna Arizona och Kalifornien i USA.